# Echte Dornfinger
Die Echten Dornfinger oder nur Dornfinger (Cheiracanthium) sind eine Gattung aus der Familie der Dornfingerspinnen (Cheiracanthiidae). Mit zurzeit 195 beschriebenen Arten ist die Gattung die größte der Familie. Sie ist weltweit verbreitet. Für Europa sind bisher 25 Arten beschrieben. Typusart der Gattung und zugleich eine für die Giftwirkung auf den Menschen bekannte Art ist der Ammen-Dornfinger (Cheiracanthium punctorium). Einige in Nordamerika beheimatete Arten werden dort zusammenfassend als Gelbe Sackspinnen (yellow sac spider) bezeichnet.

## Beschreibung
Die Arten der Echten Dornfinger sind für mitteleuropäische Verhältnisse mittelgroße bis große Spinnen, die größte europäische Art ist der Ammen-Dornfinger mit einer Körperlänge von bis zu 15 mm. Der Körper ist kräftig, der Vorderkörper (Prosoma) ist länglich oval und meist einfarbig beige-bräunlich. Der Hinterkörper (Opisthosoma) ist ebenfalls länglich oval. Er ist bei vielen Arten fast einfarbig grünlich oder bräunlich, bei einer Reihe von Arten zeigt er aber ein breites Mittelband. Die Cheliceren (Kieferklauen) sind auffallend kräftig und bei den Männchen zusätzlich stark verlängert.
Die relativ kleinen Augen sind in zwei dicht hintereinanderliegenden Doppelreihen angeordnet. Anders als bei den Eigentlichen Sackspinnen (Clubiona) ist die hintere Augenreihe dabei nicht deutlich breiter als die vordere. Die Beine sind recht lang, dabei ist das erste Beinpaar deutlich länger als das zweite Beinpaar, bei Clubiona ist es umgekehrt. Zudem fehlt im Gegensatz zu Clubiona eine klare foveale Absatzmarke am Prosoma.

## Lebensweise
Die Echten Dornfinger sind nachtaktive Jäger. Der Tag wird in Ruhegespinsten verbracht, die je nach Art unterschiedlich exponiert, meist in krautiger Vegetation oder versteckt unter Steinen und in Gestrüpp angelegt werden. Zur Fortpflanzung legen die Weibchen Brutgespinste an. Der Eikokon wird an der Innenseite des Brutgespinstes befestigt und dort ebenso wie die Jungspinnen vom Weibchen bewacht.

## Bedeutung des Namens

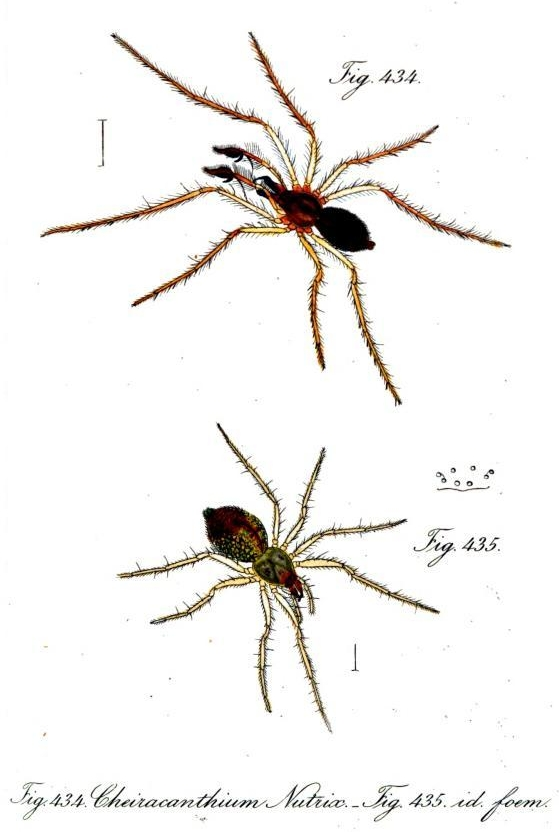
Die Typusart Cheiracanthium punctorium, Männchen (oben), Weibchen (unten) und Augenstellung in dem Werk Die Arachniden von C. L. Koch (1839), dem Erstbeschreiber der Gattung Cheiracanthium. Der gattungstypische Sporn am ♂ Pedipalpentarsus ist erkennbar.

Der deutsche Name „Dornfinger“ ist eine wörtliche Übersetzung der von C. L. Koch 1839 vergebenen Gattungsbezeichnung Cheiracanthium (griech.: ἡ χείρ hē cheir = „die Hand, die Faust, der Arm“; ἡ ἄκανθα hē akantha = „der Dorn“). Bei der häufig verwendeten Schreibweise Chiracanthium handelt es sich um eine weder sprachwissenschaftlich noch den internationalen Regeln der zoologischen Nomenklatur entsprechend gerechtfertigte Korrektur der Umschreibung. Der Name bezieht sich auf einen der Gattung eigenen dornartigen Fortsatz an dem Cymbium genannten, umgestalteten Tarsus der männlichen Pedipalpen, der von C. L. Koch bei der Aufstellung der Gattung als Unterscheidungsmerkmal zur Gattung Clubiona herangezogen wurde. Der Name stammt somit aus der Genital-Morphologie der Gattung und weist keine Verbindung mit der Gefährlichkeit durch Biss- oder Giftwirkung einzelner Arten für den Menschen auf, wie man vielleicht glauben könnte. Wenn auch unter „Dornfinger“ häufig die Spezies Cheiracanthium punctorium verstanden wird, so gilt die Bezeichnung im ursprünglichen und eigentlichen Sinne jedoch für alle Arten der Gattung Cheiracanthium.
Bei der Verwendung der deutschen Bezeichnung „Dornfinger“ sind Verwirrungen und Verwechslungen leicht möglich. Obwohl nicht Cheiracanthium, sondern Miturga wissenschaftlich namensgebend für die Familie Miturgidae ist, wurde sowohl für die Familie selbst als auch für verschiedenen Gattungen der Familie ebenfalls die deutsche Bezeichnung „Dornfingerspinnen“ verwendet. Seit der Ausgliederung der Gattung Cheiracanthium werden die Miturgidae vermehrt als „Wanderspinnen“ bezeichnet, u. a. da die Zoridae mit ihnen synonymisiert wurden. Die Dornfinger-„Hysterie“ im Jahr 2006 in Österreich könnte sich an einer südeuropäischen, nach Nordamerika eingeschleppten und rezent wieder seit 1993 für Österreich nachgewiesenen Art – Cheiracanthium mildei L. Koch, 1864 – entzündet haben, die möglicherweise dorthin eingeschleppt wurde oder eingewandert ist.

## Systematik
Die Gattung der Echten Dornfinger war – aus Gründen der Praktikabilität und trotz deutlicher Bedenken an einer verwandtschaftlichen Zugehörigkeit – noch bis vor kurzer Zeit in die Familie Clubionidae (Sackspinnen) gestellt worden. 1997 wurde sie von Ramírez et al. in die Unterfamilie Eutichurinae der Familie Miturgidae (daher frühere Dornfingerspinnen; heute: Wanderspinnen) transferiert. Deeleman-Reinhold revidierte 2001 diesen Transfer, jedoch wurde diese erneute Zuweisung zu den Clubionidae nicht in den World Spider Catalog übernommen und galt somit in Fachkreisen als weitestgehend nicht akzeptierte Ansicht. Im Jahr 2014 erhob Ramírez durch eine Revision der Echten Webspinnen die Unterfamilie Eutichurinae in den Familienstatus. Eutichuridae wird mittlerweile als Synonym für die Familie Cheiracanthiidae angesehen.
Der World Spider Catalog listet für die Gattung der Echten Dornfinger aktuell 209 Arten. (Stand: Februar 2016)
- Cheiracanthium abbreviatum Simon, 1878
- Cheiracanthium aculeatum Simon, 1884
- Cheiracanthium aden Lotz, 2007
- Cheiracanthium adjacens O. Pickard-Cambridge, 1885
- Cheiracanthium africanum Lessert, 1921
- Cheiracanthium aizwalense Biswas & Biswas, 2007
- Cheiracanthium aladanense Lotz, 2007
- Cheiracanthium albidulum (Blackwall, 1859)
- Cheiracanthium algarvense Wunderlich, 2012
- Cheiracanthium ambrense Lotz, 2014
- Cheiracanthium ampijoroa Lotz, 2014
- Cheiracanthium andranomay Lotz, 2014
- Cheiracanthium angolense Lotz, 2007
- Cheiracanthium angulitarse Simon, 1878
- Cheiracanthium anjozorobe Lotz, 2014
- Cheiracanthium annulipes O. Pickard-Cambridge, 1872
- Cheiracanthium antungense Chen & Huang, 2012
- Cheiracanthium apia Platnick, 1998
- Cheiracanthium approximatum O. Pickard-Cambridge, 1885
- Cheiracanthium ashleyi Lotz, 2014
- Cheiracanthium auenati Caporiacco, 1936
- Cheiracanthium bantaengi Merian, 1911
- Cheiracanthium barbarum (Lucas, 1846)
- Cheiracanthium boendense Lotz, 2015
- Cheiracanthium brevicalcaratum L. Koch, 1873
- Cheiracanthium brevidens Kroneberg, 1875
- Cheiracanthium brevispinum Song, Feng & Shang, 1982
- Cheiracanthium campestre Lohmander, 1944
- Cheiracanthium canariense Wunderlich, 1987
- Cheiracanthium catindigae Barrion & Litsinger, 1995
- Cheiracanthium caudatum (Thorell, 1887)
- Cheiracanthium conflexum Simon, 1906
- Cheiracanthium conspersum (Thorell, 1891)
- Cheiracanthium crucigerum Rainbow, 1920
- Cheiracanthium cuniculum Herman, 1879
- Cheiracanthium danieli Tikader, 1975
- Cheiracanthium daquilium Barrion & Litsinger, 1995
- Cheiracanthium debile Simon, 1890
- Cheiracanthium denisi Caporiacco, 1939
- Cheiracanthium dippenaarae Lotz, 2007
- Cheiracanthium effossum Herman, 1879
- Cheiracanthium elegans Thorell, 1875
- Cheiracanthium equestre O. Pickard-Cambridge, 1874
- Cheiracanthium erraticum (Walckenaer, 1802)
- Cheiracanthium eutittha Bösenberg & Strand, 1906
- Cheiracanthium excavatum Rainbow, 1920
- Cheiracanthium exilipes (Lucas, 1846)
- Cheiracanthium exquestitum Zhang & Zhu, 1993
- Cheiracanthium falcatum Chen et al., 2006
- Cheiracanthium falcis Lotz, 2015
- Cheiracanthium festae Pavesi, 1895
- Cheiracanthium fibrosum Zhang, Hu & Zhu, 1994
- Cheiracanthium filiapophysium Chen & Huang, 2012
- Cheiracanthium fisheri Lotz, 2014
- Cheiracanthium floresense Wunderlich, 2008
- Cheiracanthium foordi Lotz, 2015
- Cheiracanthium foulpointense Lotz, 2014
- Cheiracanthium fujianense Gong, 1983
- Cheiracanthium fulvotestaceum Simon, 1878
- Cheiracanthium furax L. Koch, 1873
- Cheiracanthium furculatum Karsch, 1879
- Cheiracanthium ghanaense Lotz, 2015
- Cheiracanthium gobi Schmidt & Barensteiner, 2000
- Cheiracanthium gracile L. Koch, 1873
- Cheiracanthium gratum Kulczyński, 1897
- Cheiracanthium griswoldi Lotz, 2014
- Cheiracanthium halophilum Schmidt & Piepho, 1994
- Cheiracanthium haroniense Lotz, 2007
- Cheiracanthium himalayense Gravely, 1931
- Cheiracanthium hypocyrtum Zhang & Zhu, 1993
- Cheiracanthium ienisteai Sterghiu, 1985
- Cheiracanthium impressum Thorell, 1881
- Cheiracanthium incertum O. Pickard-Cambridge, 1869
- Cheiracanthium inclusum (Hentz, 1847)
- Cheiracanthium incomptum (Thorell, 1891)
- Cheiracanthium indicum O. Pickard-Cambridge, 1874
- Cheiracanthium inflatum Wang & Zhang, 2013
- Cheiracanthium inornatum O. Pickard-Cambridge, 1874
- Cheiracanthium insigne O. Pickard-Cambridge, 1874
- Cheiracanthium insulanum (Thorell, 1878)
- Cheiracanthium insulare L. Koch, 1866
- Cheiracanthium insulare (Vinson, 1863)
- Cheiracanthium isiacum O. Pickard-Cambridge, 1874
- Cheiracanthium itakeum Barrion & Litsinger, 1995
- Cheiracanthium jabalpurense Majumder & Tikader, 1991
- Cheiracanthium japonicum Bösenberg & Strand, 1906
- Cheiracanthium jocquei Lotz, 2014
- Cheiracanthium joculare Simon, 1910
- Cheiracanthium jorgeense Wunderlich, 2008
- Cheiracanthium jovium Denis, 1947
- Cheiracanthium kabalense Lotz, 2015
- Cheiracanthium kakamega Lotz, 2015
- Cheiracanthium kakumense Lotz, 2015
- Cheiracanthium kashmirense Majumder & Tikader, 1991
- Cheiracanthium kazachstanicum Ponomarev, 2007
- Cheiracanthium kenyaense Lotz, 2007
- Cheiracanthium kibonotense Lessert, 1921
- Cheiracanthium klabati Merian, 1911
- Cheiracanthium knipperi Lotz, 2011
- Cheiracanthium kupense Lotz, 2007
- Cheiracanthium lanceolatum Chrysanthus, 1967
- Cheiracanthium lascivum Karsch, 1879
- Cheiracanthium leucophaeum Simon, 1897
- Cheiracanthium ligawsolanum Barrion & Litsinger, 1995
- Cheiracanthium liplikeum Barrion & Litsinger, 1995
- Cheiracanthium liuyangense Xie et al., 1996
- Cheiracanthium lompobattangi Merian, 1911
- Cheiracanthium longimanum L. Koch, 1873
- Cheiracanthium longipes (Thorell, 1890)
- Cheiracanthium longtailen Xu, 1993
- Cheiracanthium ludovici Lessert, 1921
- Cheiracanthium lukiense Lotz, 2015
- Cheiracanthium macedonicum Drensky, 1921
- Cheiracanthium madagascarense Lotz, 2014
- Cheiracanthium mahajanga Lotz, 2014
- Cheiracanthium malkini Lotz, 2007
- Cheiracanthium mangiferae Workman, 1896
- Cheiracanthium maraisi Lotz, 2007
- Cheiracanthium margaritae Sterghiu, 1985
- Cheiracanthium marplesi Chrysanthus, 1967
- Cheiracanthium mayombense Lotz, 2015
- Cheiracanthium melanostomum (Thorell, 1895)
- Cheiracanthium mertoni Strand, 1911
- Cheiracanthium mildei L. Koch, 1864
- Cheiracanthium minahassae Merian, 1911
- Cheiracanthium minshullae Lotz, 2007
- Cheiracanthium molle L. Koch, 1875
- Cheiracanthium mondrainense Main, 1954
- Cheiracanthium mongolicum Schenkel, 1963
- Cheiracanthium montanum L. Koch, 1877
- Cheiracanthium mordax L. Koch, 1866
- Cheiracanthium murinum (Thorell, 1895)
- Cheiracanthium mysorense Majumder & Tikader, 1991
- Cheiracanthium nalsaroverense Patel & Patel, 1973
- Cheiracanthium nervosum Simon, 1909
- Cheiracanthium nickeli Lotz, 2011
- Cheiracanthium ningmingense Zhang & Yin, 1999
- Cheiracanthium occidentale L. Koch, 1882
- Cheiracanthium olliforme Zhang & Zhu, 1993
- Cheiracanthium oncognathum Thorell, 1871
- Cheiracanthium pallidum Rainbow, 1920
- Cheiracanthium pauriense Majumder & Tikader, 1991
- Cheiracanthium pelasgicum (C. L. Koch, 1837)
- Cheiracanthium pennatum Simon, 1878
- Cheiracanthium pennuliferum Simon, 1909
- Cheiracanthium pennyi O. Pickard-Cambridge, 1873
- Cheiracanthium peregrinum Thorell, 1899
- Cheiracanthium pichoni Schenkel, 1963
- Cheiracanthium poonaense Majumder & Tikader, 1991
- Cheiracanthium potanini Schenkel, 1963
- Cheiracanthium punctipedellum Caporiacco, 1949
- Cheiracanthium punctorium (Villers, 1789)
- Cheiracanthium punjabense Sadana & Bajaj, 1980
- Cheiracanthium ransoni Lotz, 2014
- Cheiracanthium rehobothense Strand, 1915
- Cheiracanthium rothi Lotz, 2014
- Cheiracanthium rupestre Herman, 1879
- Cheiracanthium rupicola (Thorell, 1897)
- Cheiracanthium russellsmithi Lotz, 2007
- Cheiracanthium rwandense Lotz, 2011
- Cheiracanthium saccharanalis Mukhtar, 2015
- Cheiracanthium sakoemicum Roewer, 1938
- Cheiracanthium salsicola Simon, 1932
- Cheiracanthium sambii Patel & Reddy, 1991
- Cheiracanthium sansibaricum Strand, 1907
- Cheiracanthium saraswatii Tikader, 1962
- Cheiracanthium schenkeli Caporiacco, 1949
- Cheiracanthium seidlitzi L. Koch, 1864
- Cheiracanthium seshii Patel & Reddy, 1991
- Cheiracanthium shilabira Lotz, 2015
- Cheiracanthium shiluvanense Lotz, 2007
- Cheiracanthium sikkimense Majumder & Tikader, 1991
- Cheiracanthium silaceum Rainbow, 1897
- Cheiracanthium simaoense Zhang & Yin, 1999
- Cheiracanthium simplex Thorell, 1899
- Cheiracanthium siwi El-Hennawy, 2001
- Cheiracanthium solidum Zhang, Zhu & Hu, 1993
- Cheiracanthium soputani Merian, 1911
- Cheiracanthium spectabile (Thorell, 1887)
- Cheiracanthium sphaericum Zhang, Zhu & Hu, 1993
- Cheiracanthium stratioticum L. Koch, 1873
- Cheiracanthium streblowi L. Koch, 1879
- Cheiracanthium striolatum Simon, 1878
- Cheiracanthium taegense Paik, 1990
- Cheiracanthium tagorei Biswas & Raychaudhuri, 2003
- Cheiracanthium taiwanicum Chen et al., 2006
- Cheiracanthium tanmoyi Biswas & Roy, 2005
- Cheiracanthium tanzanense Lotz, 2015
- Cheiracanthium taprobanense Strand, 1907
- Cheiracanthium tenue L. Koch, 1873
- Cheiracanthium tetragnathoide Caporiacco, 1949
- Cheiracanthium torricellianum Strand, 1911
- Cheiracanthium torsivum Chen & Huang, 2012
- Cheiracanthium triviale (Thorell, 1895)
- Cheiracanthium trivittatum Simon, 1906
- Cheiracanthium truncatum (Thorell, 1895)
- Cheiracanthium turanicum Kroneberg, 1875
- Cheiracanthium turiae Strand, 1917
- Cheiracanthium uncinatum Paik, 1985
- Cheiracanthium unicum Bösenberg & Strand, 1906
- Cheiracanthium vansoni Lawrence, 1936
- Cheiracanthium verdense Lotz, 2011
- Cheiracanthium virescens (Sundevall, 1833)
- Cheiracanthium vorax O. Pickard-Cambridge, 1874
- Cheiracanthium warsai Mukhtar, 2015
- Cheiracanthium wiehlei Chrysanthus, 1967
- Cheiracanthium wilma (Benoit, 1977)
- Cheiracanthium zebrinum Savelyeva, 1972
- Cheiracanthium zhejiangense Hu & Song, 1982

## Giftwirkung bei Menschen
Eine Reihe der größeren Arten der Gattung kann dem Menschen relevante Vergiftungen zufügen. Dazu zählt in Europa der Cheiracanthium punctorium sowie die im südlichen Europa verbreitete Art Cheiracanthium mildei. Der Biss selbst und die anschließenden klinischen Symptome – im anglophonen Raum zuweilen als Chiracanthism oder Cheiracanthism geführt – werden in der Literatur sehr unterschiedlich beschrieben, da offenbar häufig Vergiftungen ohne ausreichende Sicherheit Arten der Gattung Cheiracanthium zugeschrieben wurden. Die Bisse werden gelegentlich kaum wahrgenommen, meist aber als ähnlich schmerzhaft wie ein Wespen- oder Bienenstich empfunden. Fast immer stellt sich an der Bissstelle nach einigen Minuten ein brennender Schmerz ein. Diese Schmerzen dehnen sich dann innerhalb von Minuten oder einigen Stunden auf die gesamte gebissene Gliedmaße aus. Bei Bissen in die Finger treten fast immer Schmerzen und Druckempfindlichkeit in den Lymphknoten der Achselhöhlen auf. Selten sind schwerere Verläufe mit Schüttelfrost, Schwindel, Erbrechen, leichtem Fieber oder Kreislaufversagen. Nach 24–30 Stunden sind die Symptome meist vollständig abgeklungen. Berichte über dauerhaftere Schädigungen oder gar Todesfälle gibt es nicht. Bisse bei Kindern und empfindlicheren Erwachsenen sollten ärztlich beobachtet, aber nur symptomatisch behandelt werden. Zu diesem Zweck können analgetische Steroid-Salben, ASS oder ein Relaxans (Erschlaffungsmittel) zur Anwendung kommen.
Die in der Literatur häufig zu findende Feststellung, dass Bisse von Arten der Gattung Cheiracanthium auch kleinflächige Nekrosen verursachen, ist so pauschal offenbar falsch. Eine kritische Überprüfung aller publizierten Vergiftungen durch Cheiracanthium-Arten ergab nur in einem Fall eine (durch Cheiracanthium punctorium verursachte) bohnengroße Nekrose an der Bissstelle. Weder in Europa noch in Amerika und Australien konnten darüber hinaus weitere Nekrosen durch Bisse von Arten der Gattung Cheiracanthium nachgewiesen werden.
In Südafrika warnen Fachpublikationen und Feldführer vor den Bissen diverser Cheiracanthium-Arten, von denen besonders Cheiracanthium lawrencei Roewer, 1951 eine signifikante Giftwirkung auf den Menschen nachgesagt wird. Cheiracanthium-Exemplare sollen dort – laut M. R. Filmer – häufig in den Häusern mit ihren Gespinstsäcken gefunden werden, nachts über schlafende Menschen laufen und auf leichte Provokationen hin aggressiv beißen. Doch wurden die Verursacher der Bisse in den betreffenden Fällen offenbar nicht oder nicht fachgerecht bestimmt. Auch die beschriebenen Symptome (verhältnismäßige Schmerzlosigkeit, relativ großer Abstand der Bissmarken durch die Cheliceren) werfen Widersprüche auf, die eine Überprüfung nahelegen.
Gesicherte Angaben zur Häufigkeit von Bissen gibt es nicht. Auch bei zahlreichen publizierten Mitteilungen zu Vergiftungen ist häufig unklar, ob die Patienten tatsächlich durch eine Art der Gattung Cheiracanthium gebissen wurden, da die Spinne meist nicht zur Bestimmung vorlag, oder zum Teil gar nicht gesehen wurde.

## Spinnenbefall bei Mazda-Automobilen

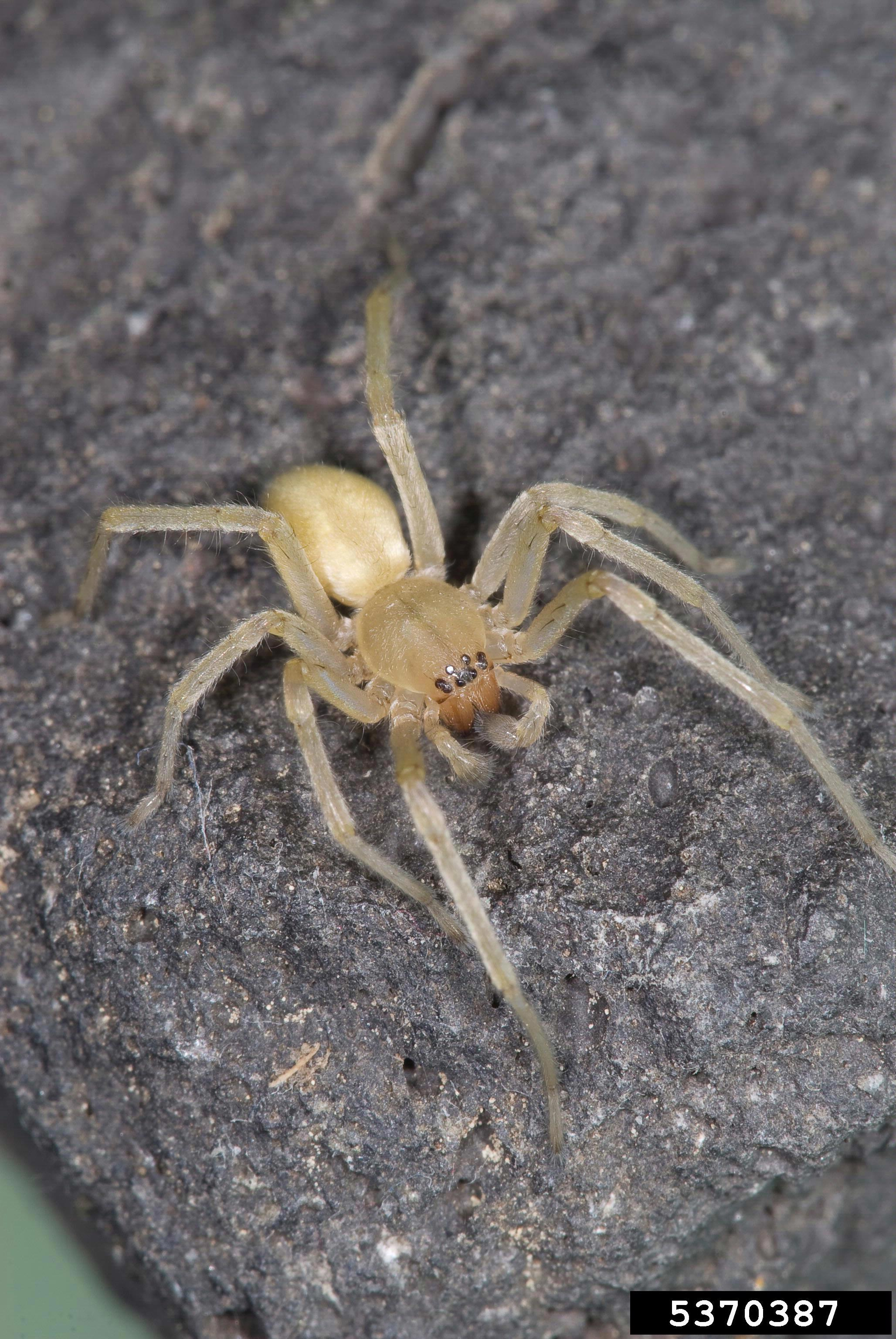
Liebt Mazda 6: Cheiracanthium inclusum

Im März 2011 musste der Automobilhersteller Mazda 65.000 Fahrzeuge der Modellreihe 6 in die Werkstätten zurückrufen, da Spinnweben in der Entlüftungsleitung der Tankanlage einiger Fahrzeuge festgestellt worden waren. Als Urheber wurden Tiere der Art Cheiracanthium inclusum festgestellt. Trotz Einbaus einer Feder, die Spinnen davon abhalten sollte, sich in der Tankanlage niederzulassen, kam es zu einer Reihe weiterer Vorfälle der gleichen Art, und so musste Mazda im April 2014 weitere 42.000 Fahrzeuge des gleichen Modells zurückholen. Die befallenen Fahrzeuge hatten gemein, dass sie alle aus dem Automobilwerk Flat Rock in Michigan stammten. Die Ursache für das Verhalten der Tiere, insbesondere auch, warum ausschließlich Fahrzeuge dieser einen Modellreihe betroffen waren, ist bislang ungeklärt.